# Phyllophaga crinitissima
Phyllophaga crinitissima är en skalbaggsart som beskrevs av Albert Burke Wolcott 1924. Phyllophaga crinitissima ingår i släktet Phyllophaga och familjen Melolonthidae. Inga underarter finns listade i Catalogue of Life.